# Akbou
Akbou ou Aqvu (em árabe: اقبو) é uma comuna localizada na província de Bugia, Argélia. Segundo o censo de 2008, a população total da cidade era de 52 282 habitantes.